# Cambridge (Idaho)
Cambridge és una població dels Estats Units a l'estat d'Idaho. Segons el cens del 2000 tenia 360 habitants.

## Demografia
Segons el cens del 2000, Cambridge tenia 360 habitants, 152 habitatges, i 100 famílies. La densitat de població era de 496,4 habitants per km².
Dels 152 habitatges en un 24,3% hi vivien nens de menys de 18 anys, en un 55,9% hi vivien parelles casades, en un 7,9% dones solteres, i en un 33,6% no eren unitats familiars. En el 30,9% dels habitatges hi vivien persones soles el 13,8% de les quals corresponia a persones de 65 anys o més que vivien soles. El nombre mitjà de persones vivint en cada habitatge era de 2,37 i el nombre mitjà de persones que vivien en cada família era de 2,97.
Per edats la població es repartia de la següent manera: un 24,2% tenia menys de 18 anys, un 5,6% entre 18 i 24, un 20,3% entre 25 i 44, un 28,3% de 45 a 60 i un 21,7% 65 anys o més.
L'edat mediana era de 45 anys. Per cada 100 dones de 18 o més anys hi havia 85,7 homes.
La renda mediana per habitatge era de 22.386 $ i la renda mediana per família de 31.111 $. Els homes tenien una renda mediana de 25.000 $ mentre que les dones 15.000 $. La renda per capita de la població era de 14.475 $. Aproximadament el 7,8% de les famílies i el 10,9% de la població estaven per davall del llindar de pobresa.

## Poblacions més properes
El següent diagrama mostra les poblacions més properes.